# Stória, stória
 (mai 2023).
Si vous disposez d'ouvrages ou d'articles de référence ou si vous connaissez des sites web de qualité traitant du thème abordé ici, merci de compléter l'article en donnant les références utiles à sa vérifiabilité et en les liant à la section « Notes et références ».
Albums de Mayra Andrade
Navega
(2006) Studio 105
(2010)
Stória, stória...  est le deuxième album de la chanteuse Mayra Andrade, sorti en 2009.

## Liste des chansons
| No  | Titre                | Durée |
| --- | -------------------- | ----- |
| 1.  | Stória, stória…      |       |
| 2.  | Tchápu na bandera    |       |
| 3.  | Seu                  |       |
| 4.  | Juána                |       |
| 5.  | Konsiénsa            |       |
| 6.  | Odjus fitchádu       |       |
| 7.  | Nha Damáxa           |       |
| 8.  | Mon carrousel        |       |
| 9.  | Badiu si…            |       |
| 10. | Morena, menina linda |       |
| 11. | Palavra              |       |
| 12. | Turbulénsa           |       |
| 13. | Lembránsa            |       |